# ستيف بلانك
ستيف بلانك (بالإنجليزية: Steven G. Blank)‏ هو مؤلف ورائد أعمال وكاتب أمريكي، ولد في 1953 في الجانب الشرقي الأدنى لمانهاتن ‏ في الولايات المتحدة.